# Robert Walter Johnson
Robert Walter Johnson (ur. 16 kwietnia 1899 w Norfolk, zm. 28 czerwca 1971 w Lynchburg), lekarz amerykański, działacz i trener sportowy, zasłużony dla przełamania barier rasowych w amerykańskim tenisie.

## Życiorys
W 1924 ukończył Lincoln University w Pensylwanii; była to uczelnia pozwalająca zdobywać wykształcenie Afroamerykanom, a jednym z kolegów Johnsona na uniwersytecie był znany później poeta Melvin Tolson. Johnson należał na studiach do wyróżniających się sportowców, uprawiał futbol amerykański i baseball. Jako futbolista występował na pozycji biegacza (running back); udany występ w meczu przeciwko Morgan State w 1923, kiedy przyczynił się do wysokiego zwycięstwa ekipy Lincoln University ośmioma przyłożeniami, przyniósł mu przydomek „Whirlwind” („Trąba Powietrzna”). W 1924 znalazł się w gronie najlepszych futbolistów afroamerykańskich występujących w rozgrywkach akademickich (Negro All American Football Team).
Kontynuował studia w Meharry Medical School w Nashville (Tennessee). Z dyplomem lekarza i pozyskanym kilkuletnim doświadczeniem powrócił w 1933 do Wirginii i osiadł w Lynchburg, gdzie uzyskał jako pierwszy Afroamerykanin praktykę w miejscowym szpitalu. Specjalizował się w chorobach wewnętrznych oraz w medycynie sportowej.
Już przed osiedleniem się w Lynchburg, w czasie praktykowania w Prairie View w Teksasie, stał się pasjonatem tenisa. Dostrzegając problem segregacji rasowej obecny także w sporcie, postanowił pomóc czarnej młodzieży w rozwijaniu tenisowych talentów. W tym celu przy swoim domu w Lynchburg wybudował kort, który udostępnił na potrzeby młodych Afroamerykanów, pozbawionych dostępu do publicznych boisk, a zazwyczaj niemających także środków na opłacanie treningów. Sam społecznie służył jako trener, pozyskiwał środki materialne i sprzęt sportowy dla swoich podopiecznych; przekazywał nie tylko umiejętności tenisowe, ale i wartości życiowe: samodyscyplinę, upór i konsekwencję w dążeniu do celu, sportową postawę. Na początku lat 50. utworzył w tym celu specjalny program juniorski przy organizacji tenisowej Afroamerykanów – American Tennis Association. Jednocześnie interweniował u dyrektorów turniejów w sprawie zniesienia barier rasowych i dopuszczenie do wspólnej rywalizacji czarnoskórych tenisistów. Organizował treningi i mecze pokazowe swoich podopiecznych ze znanymi tenisistami, m.in. Bobbym Riggsem i Pauline Betz Addie. Miał również udział w organizacji mistrzostw międzyszkolnych American Tennis Association.
Do talentów wprowadzonych na szczyt światowego tenisa przez Roberta Johnsona należeli Althea Gibson i Arthur Ashe. Gibson opiekował się od 1946 i w 1950 udało mu się pozyskać dla niej prawo startu w międzynarodowych mistrzostwach USA, gdzie debiutująca zawodniczka przeszła rundę i o mało nie wyeliminowała aktualnej mistrzyni Wimbledonu Louise Brough. Osiem lat później Gibson miała już na koncie pięć triumfów wielkoszlemowych w grze pojedynczej: dwa w mistrzostwach USA, dwa na Wimbledonie i jeden we Francji. Była też liderką nieoficjalnego rankingu światowego i rankingu amerykańskiego. Podobne sukcesy odniósł też Arthur Ashe, który został wypatrzony przez Johnsona jako nieprzeciętny talent i trenował pod jego kierunkiem w Lynchburg przez dziewięć lat. Jako pierwszy Afroamerykanin wygrał Australian Open, Wimbledon i mistrzostwa USA (zarówno wśród amatorów, jak i w erze „open”). Ashe był o kilkanaście lat młodszy od Gibson i problem segregacji rasowej dotykał go w mniejszym stopniu, niemniej jednak odegrał rolę pionierską z racji osiągniętych sukcesów.
Podopiecznymi Johnsona, znanego pod dawnym przydomkiem szkolnym „Whirlwind” lub kryptonimem „Doctor J”, byli także inni tenisiści, m.in. swojego sąsiada Juana Farrowa doprowadził do pozycji lidera rankingów krajowych do lat 12 i 14. W dorosłym tenisie Farrow wielkiej kariery nie zrobił, ale w czasach juniorskich potrafił pokonać Johna McEnroe. Treningi i letnie obozy tenisowe, które organizował Johnson, okazały się zresztą nie tylko drogą do sukcesów sportowych; wielu uczestników, także dzięki zdobytym na zajęciach wartościom, pokończyło potem studia i zostało nauczycielami, lekarzami, pisarzami, inżynierami, przyczyniając się do likwidacji barier rasowych. Johnson sam był aktywnym działaczem na tym polu nie tylko jako opiekun młodzieży tenisowej. Był członkiem komisji ds. współpracy międzyrasowej w Lynchburg. W latach, kiedy Afroamerykanie mieli ograniczone prawa np. do korzystania z hoteli, jego dom w Lynchburg często gościł dotknięte tymi represjami osoby przejeżdżające przez miasto, w tym muzyków Duke’a Ellingtona i Lionela Hamptona oraz sportowców Jackiego Robinsona i Roya Campanellę.
Osiągnięcia zawodnicze Johnsona nie dorównały trenerskim, niemniej jednak zdobył siedem tytułów mistrza kraju w rozgrywkach American Tennis Association w grze mieszanej, mając za partnerkę Altheę Gibson (1948-1950 i 1952-1955). Wygrywał też inne turnieje w grze podwójnej i mieszanej. W 1950, wspólnie z synem Bobbym juniorem, stworzył pierwszą afroamerykańską parę uczestniczącą w mistrzostwach kraju w kategorii „ojciec i syn” w Erie (Pensylwania), będących oficjalnym turniejem pod auspicjami amerykańskiej federacji tenisowej.
Johnson zmarł 28 czerwca 1971. Nazywany ojcem chrzestnym tenisa afroamerykańskiego i w swojej pionierskiej pracy z lat 40. i 50. XX wieku porównywany do słynnego trenera z Florydy Nicka Bollettieriego, został pośmiertnie uhonorowany m.in. miejscem w Galerii Sławy stanu Wirginia (1972), jego imię nadano centrum zdrowia w Lynchburg, a dom wraz z kortem tenisowym wpisano do narodowego rejestru miejsc o znaczeniu historycznym (2002). Został także patronem turnieju organizowanego przez Virginia State University. W 2009, po kilkuletnich staraniach, Johnson wprowadzony został w poczet członków Międzynarodowej Tenisowej Galerii Sławy, dołączając do Althei Gibson i Arthura Ashe’a.